# Prečna

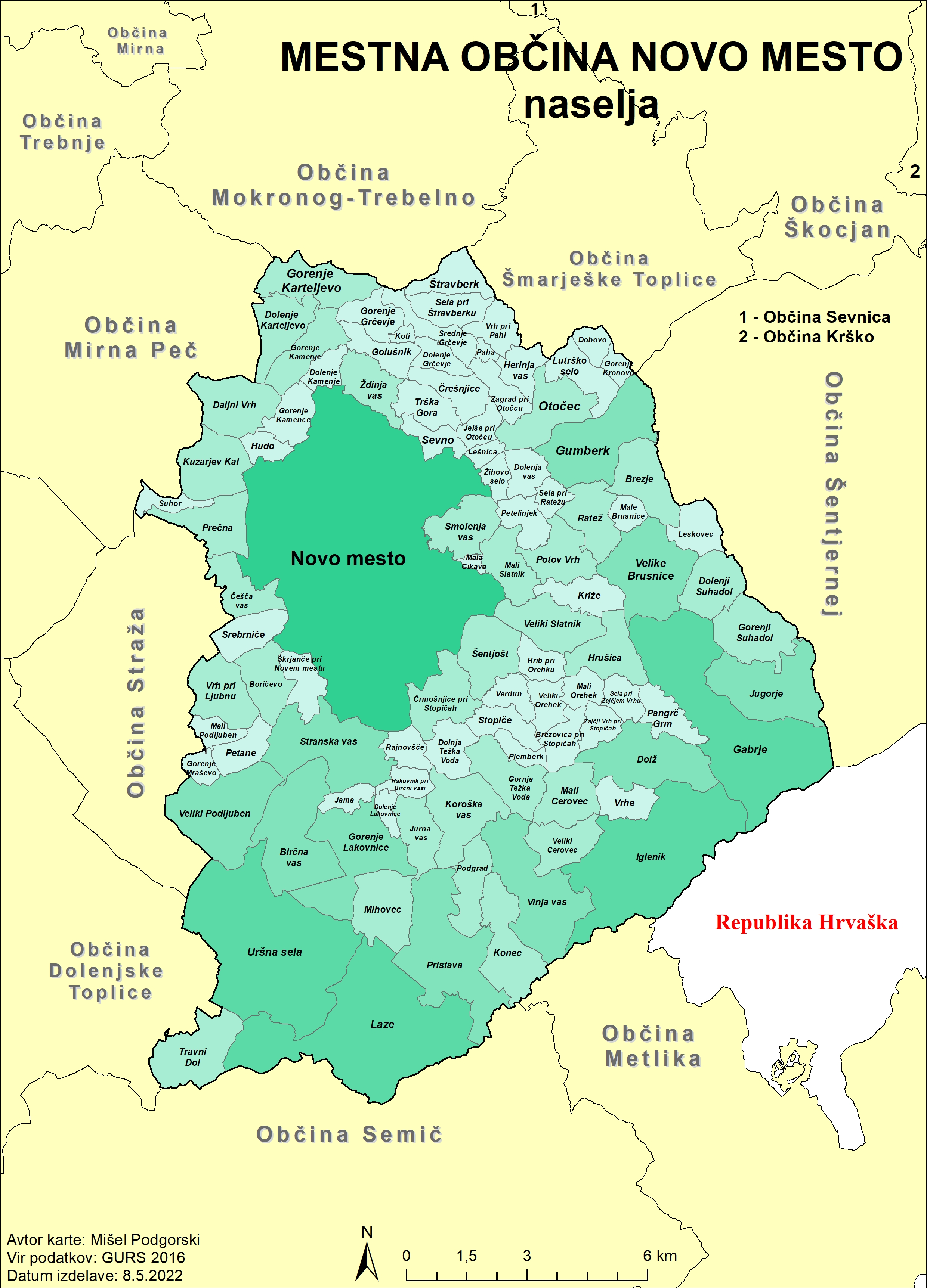
Ortschaften der Stadtgemeinde Novo mesto

Prečna (deutsch: Pretschna) ist der Name einer Ortschaft und der gleichnamigen Ortsgemeinschaft (Krajevna skupnost) in der slowenischen Stadtgemeinde Novo mesto im Südosten des Landes.

## Ortsgemeinschaft
Zur Ortsgemeinschaft gehören die Siedlungen Češča vas, Kuzarjev Kal, Prečna, Suhor, Novo mesto (in Teilen).

## Geschichte
Der Ort war unter der Bezeichnungen Prekan (1180), Pyrekin (1273), Priekinge (1336), Priechin (1351), Prezen (1485) bekannt.

## Lage
Prečna liegt nordwestlich der Stadt Novo mesto. Die Pfarrkirche in St. Antonius von Padua geweiht. Teile des Flughafens Novo mesto befinden sich auf dem Gebiet der Siedlung.